# Agnaldo Temóteo da Silveira
Agnaldo Temóteo da Silveira (Bela Cruz, 28 de maio de 1977) é um prelado brasileiro da Igreja Católica, atual bispo da Diocese de Garanhuns.

## Biografia
Sua formação religiosa ocorreu no Seminário menor de São José, em Sobral, entre 1993 e 1995, período em que também cursou o ensino médio. Continuou no seminário regional Nordeste I, em Fortaleza, de 1996 a 2002, onde cursou filosofia, de 1996 a 1998, e teologia, de 1999 a 2002. É graduado em filosofia pela Universidade Estadual do Ceará (UECE), em teologia pelo Instituto Teológico e Pastoral do Ceará (ITEP) e fez mestrado em direito canônico pela Pontifícia Universidade Gregoriana de Roma. Também possui formação em diversos cursos breves de atualização nas áreas de teologia e de direito canônico feitos na Rota Romana, em Roma, na Pontifícia Universidade Católica da Argentina, em Buenos Aires, e em alguns Institutos e Universidades do Brasil.
Foi ordenado diácono em 10 de julho de 2002, na catedral de Sobral pelo bispo auxiliar de Fortaleza, Dom Plínio José Luz da Silva e recebeu a ordenação presbiteral em 30 de novembro do mesmo ano, na igreja matriz de Bela Cruz, sua cidade natal, sendo incardinado na Diocese de Sobral, por Dom Aldo Pagotto, S.S.S., bispo de Sobral.
Como padre, exerceu os seguintes cargos: administrador paroquial da paróquia Senhora Sant’Ana, na cidade de Santana do Acaraú, de 2003 a 2008; membro da Coordenação Diocesana de Pastoral de 2003 a 2005; capelão do Colégio Diocesano, de 2004 a 2006; chanceler da Cúria Diocesana de Sobral de 2006 a 2008 e de 2014 a 2019; vigário episcopal da Região Sede de 2012 a 2014 e de 2017 a 2024 e pároco da paróquia de São Francisco, na cidade de Forquilha, de 2012 a 2018.
Até sua nomeação como bispo, exerceu as seguintes funções de vigário judicial adjunto do Tribunal Eclesiástico Regional e de Apelação do Ceará, em Fortaleza, vigário episcopal da Região Sede, pároco da paróquia Nossa Senhora do Patrocínio e vigário-geral da diocese de Sobral.
Em 14 de maio de 2024, o Papa Francisco o nomeou como bispo diocesano de Garanhuns. Recebeu a ordenação episcopal em 16 de julho seguinte, na Catedral Nossa Senhora da Conceição de Sobral, de Dom José Luiz Gomes de Vasconcelos, bispo de Sobral, coadjuvado por Dom Frei Antônio Fernando Saburido, O.S.B., arcebispo emérito da Arquidiocese de Olinda e Recife e Dom Odelir José Magri, M.C.C.I., bispo da Diocese de Chapecó.